# Matsusaka
Matsusaka (松阪市 Matsusaka-shi?) es una ciudad localizada en la prefectura de Mie, Japón. En junio de 2019 tenía una población de 160.080 habitantes y una densidad de población de 257 personas por km². Su área total es de 623,58 km².

## Geografía

### Municipios circundantes
- Prefectura de Mie
  - Tsu
  - Taki
  - Meiwa
  - Ōdai
- Prefectura de Nara
  - Higashiyoshino
  - Kawakami
  - Mitsue

## Demografía
Según datos del censo japonés, la población de Matsusaka se ha mantenido estable en los últimos años.
| Año del censo | Población |
| ------------- | --------- |
| 1995          | 163.131   |
| 2000          | 164.504   |
| 2005          | 168.973   |
| 2010          | 168.017   |
| 2015          | 163.863   |